# Бер, Мартин
Мартин Бер (нем. Martinus Bär, ум. 1646) — выходец из Нойштадт-на-Орле, лютеранский пастор и проповедник. 
В 1601 году был приглашен московской лютеранской общиной. Прибывший с ним вместе старший пастор Вальдемар Гуллеман в 1605 году поставил его в пасторы. Служил в лютеранской церкви святого Михаила в Немецкой слободе. 9 мая (по другим данным — 10 мая) 1606 года с дозволения Лжедмитрия I произнес в Кремле проповедь для служивших при царской особе лютеран, что ранее позволялось только в Немецкой слободе.
Был лично знаком с Борисом Годуновым, Петром Басмановым, Григорием Отрепьевым, Мариной Мнишек, Яном Сапегой и пр. Попав в немилость, в связи с подозрениями в измене, некоторое время жил в Калуге, а с 1611 года — в Риге, где 7 месяцев служил полковым пастором в Дюнамунде, после чего долго служил в Нарве, в церкви св. Иоанна, где в 1615 году присутствовал на судебном процессе над ведьмой, кончившемся казнью подсудимой через сожжение.

## Сочинения
Около 1612 года составил сочинение о событиях в России, которым сам был свидетелем: «Московскую летопись с 1584 по 1612 год» (Chronicon Muscoviticum, continens res a morte Ioannis Basilidis Tyranni, omnium, quos sol post natos homines vidit, immanissimi et truculentissimi, an. Christi 1584—1612). Содержит массу уникальных известий, в том числе и о личном признании Григория Отрепьева Мартину Беру в своём самозванстве. По авторству «Московской летописи» имелись некоторые сомнения, так иногда автором считали тестя Бера — Конрада Бусова. Однако Н. Г. Устрялов, автор русского перевода, отвергал данную точку зрения и считал верным авторство Бера.
Переводы на русский язык
- Мартин Бер. Летопись Московская // Сказания современников о Дмитрии Самозванце. Т. 2. СПб. 1859.
- Летопись Московская в переводе Н. Г. Устрялова.